# Gawroniec (struga)
Gawroniec – struga, lewy dopływ Kostrzynia o długości 15,48 km i powierzchni zlewni 32,44 km².
Źródła strugi znajdują się na terenie miejscowości Mroczki. Przepływa następnie przez miejscowość Milew, w której znajdują się kolejne zasilające ją źródła. Gawroniec płynie także przez wsie Trzebucza i Sinołęka.